# 上帝之母教堂

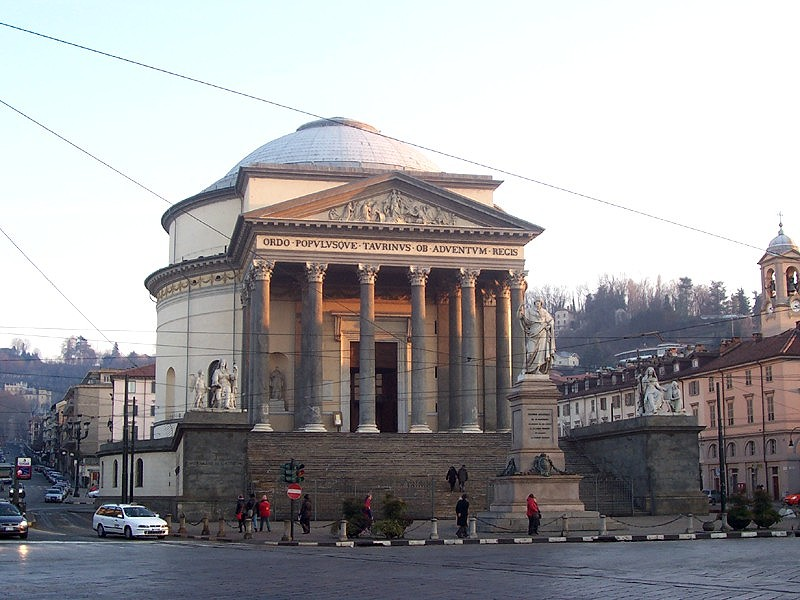
上帝之母教堂

上帝之母教堂（義大利語：Chiesa della Gran Madre di Dio）是都灵最重要的教堂之一。坐落于维托里奥·埃马努埃莱一世桥东侧，面朝维托里奥·维内托广场（都灵最重要的广场之一），是Borgo Po街区的主教堂。
对于整个城市极其重要，其历史、其位置也使得此教堂成为波河边最动人的景致。教堂建筑设计与罗马万神庙类似，建筑风格为新古典主義。